# Cerro La Virgen (Talca)
El cerro La Virgen está ubicado en la ciudad chilena de Talca, Región del Maule. Consta de una altitud de 372 m s. n. m., lo que lo convierte en el punto más alto de la comuna.
Se encuentra en el extremo poniente de la ciudad, siendo el límite con la comuna de Pencahue. Además, se ubica al extremo oriente de la cordillera de la costa en este sector, antecediendo al valle de Pencahue. Constituye parte de la misma, por lo que se desconoce su posible prominencia.

## Historia
No existen registros muy claros de su uso anterior al siglo XX, pues en ese entonces, la conectividad con los poblados y sectores al otro lado del río Claro eran distintas y más complejas.
El lugar se convirtió en un punto turístico relevante luego de la instalación en su cima de la Virgen del Cerro, un monumento a la Virgen del Carmen inaugurado el 11 de septiembre de 1910 para las celebraciones del centenario de la Junta de Gobierno en Chile.
Con el paso de los años, las autoridades comunales comenzaron a realizarle arreglos para convertirlo en un destino turístico para la ciudad. En 1981 se instalaría en su zona superior un mirador, zonas de descanso, entre otros.El lugar, de igual manera, ya era ampliamente utilizado por las familias talquinas, especialmente en el contexto de eventos como la fiestas patrias.

## Descripción

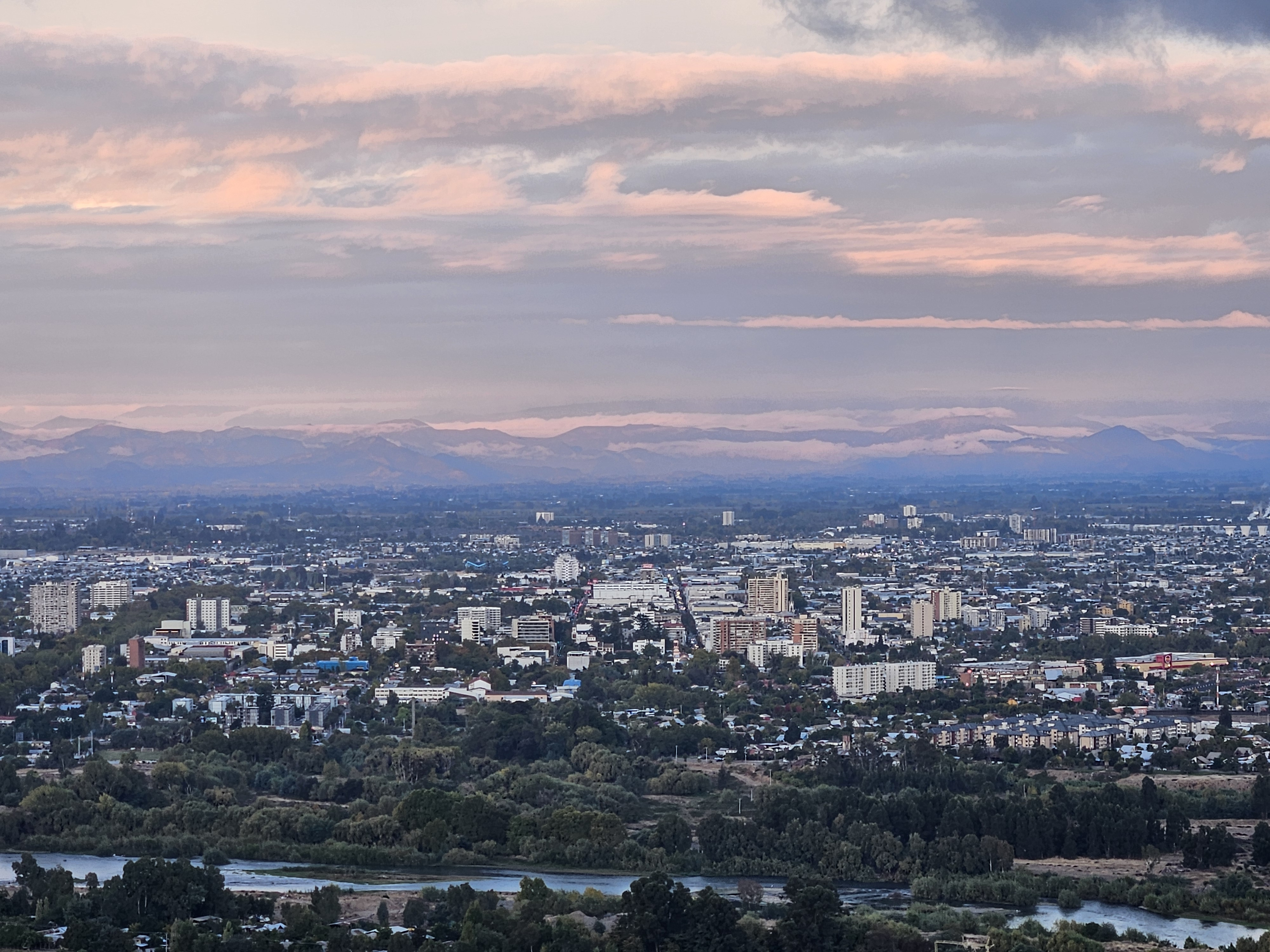
Vista hacia Talca desde el cerro.

El cerro se encuentra fuera de los límites urbanos de la comuna de Talca, de manera que su densidad poblacional es bastante menor al del resto de la comuna, encontrándose casas y condominios ocasionalmente a lo largo de su subida y en otros puntos distantes.
Comienza su ascenso a través de la ruta K-60, justo al atravesar el río Claro. Llegando a su cumbre se encuentra el desvío hacia el mirador. Este lugar cuenta con una zona de descanso que incluye quinchos y juegos infantiles. Poco más al norte, se encuentra la Virgen del Cerro, el Cristo y su santuario, el cual se utiliza para la realización de liturgias y procesiones ocasionalmente.
Casi dos kilómetros más al norte del santuario se encuentra la piedra del Peñón, el punto más alto del cerro y el cual solo es accesible caminando. En este lugar también es posible encontrar una gran cantidad de antenas para la señal televisiva y radial.

## Accesos y actividades
El lugar es un destino turístico concurrido para la gente que visita Talca. Cuenta con un acceso vehícular principal a través de la ruta K-60 en dirección a la costa y diversos senderos alternativos con rutas para llegar a su cima.
Por sus características geográficas, el lugar también es ideal para la práctica de Rally, Enduro y ciclismo de montaña, entre otros deportes de esta índole. Esto a través de senderos alternativos que se encuentran repartidos por todo el cerro y que son mantenidos por quienes los utilizan.
El cerro también es ampliamente utilizado para la práctica de excursionismo, especialmente en la subida hacia la piedra del Peñón.